# Побуна у Јемену (2011)
Побуна у Јемену након након почетне фазе и револуције у Тунису, догодила са истовремено са египатском револуцијом и другим масовним протестима на Блиском истоку почетком 2011. У раној фази, протести у Јемену су у почетку били против незапослености, лоших економских услова и корупције, као и против предлога владе за измену устава. Захтеви демонстраната су били позив за јеменског председника Алија Абдулаха Салеха да поднесе оставку.
Главне демонстрације од преко 16.000 демонстраната су одржане у Сани, главном граду Јемена 27. јануара. Дана 2. фебруара, Салех најавио да се неће кандидовати за реизбор у 2013. и да неће предати власт свом сину. 3. фебруара, 20.000 људи протестовало против владе у Сани, док су други протестовали у Аденском, југу Јемена. „Дан беса“, расписује Тавакел Карман, док је војска наоружаних припадника Генералног народног конгреса одржала провладин скуп у Сани. У „Петак беса“ 18. фебруара, на десетине хиљада Јеменаца учествовало је у антивладиним демонстрацијама у Таизи, Сани и Адену. На „петак без повратка“, 11. марта, демонстранти су позвали на збацивање Салеха, где је убијено троје људи. Више протеста је одржано и у другим градовима, укључујући и Ал Мукала, где је убијена једна особа. Дана 18. марта, демонстранти су у Сани су отворили ватру и резултат је 52 смртних случајева.
Почевши од краја априла, Салех је пристао да се савет за сарадњу и посредовање бави само да се врати пре заказаног потписивања три пута. Трећи пут, 22. маја, ГЦЦ изјавио је суспензију својих напора да посредује у Јемену. Дана 23. маја, Салех је одбио да потпише споразум транзиције. Шеик Ал-Ахмар Садик, шеф Хасхид племенске Федерације, изјавио је подршку опозицији. Са његовим наоружаним присталицама, дошао је сукоб са снагама безбедности у главном граду Сани. Тешке уличне борбе су уследиле, су обухватале артиљеријско и минобацачко гранатирање.
Салех и неколико других је повређено, а најмање петоро људи је погинуло 3. јуна у бомбардовању председничких једињења када се експлозија поцепала кроз џамију. Извештај о сукобу је донео контроверзе о томе, да ли је напад изазвао гранатирање или подметнута бомба. Следећег дана, потпредседник Абд. ал Рабу Мансура Ал Хади је преузео вршење дужности председника, док је Салех одлетео је за Саудијску Арабију да се лечи. Демонстранти су славили победу и да је дошло време за трансфер власти, али јеменски званичници инсистирали на томе да је Салехово одсуство било привремено и да ће се ускоро вратити у Јемен да настави своју дужност службеног положаја. Почетком јула Влада је одбацила захтеве опозиције, укључујући и формирање прелазног савета са циљем формалног преноса енергије из тренутне администрације да техничка влада треба да надгледа Јемен. У одговору, фракције опозицијех су најавиле формирање своје 17-члано прелазно веће 16. јула, иако је заједнички састанак уговорен које би' требало да се постигне договор о функционисању као кишобран за многе јеменске опозиционе групе током устанка рекао Савјет који заступа и одговара њиховим плановима за земљу.

## Позадина
Јемен је четврти најнижи Индекс хуманог развоја оцене у арапском свету након Судана, Џибутија и Мауританија.
То је такође суочава са Ал-Каидом на Арапском полуострву, као и револт од сецесије Јужног Јемена, који желе да виде стари реконституисани Јужни Јемен. Поред тога, постоји и шиитски Хути на северу земље који желе да буду одвојени. Салех је председник Јемена за више од 30 година и многи верују да ће се његов син Ахмед Салех припремити за то да га на крају заменити. Готово половина становништва Јемена живи за $ 2 на дан или мање док трећи пате од хроничне глади.
Нацрт амандмана на устав Јемена је тренутно у фази расправе у парламенту, упркос противљењу демонстраната. Амандман има за циљ да омогући Салех да остане у канцеларији председника за цео живот. Он је позвао опозицију да учествује на изборима 27. априла да би се избегло „политичко самоубиство“.
Према Викиликсовом извештају од 31. јануара 2011, у децембру 2009. дипломата Сједињених Држава Енџи Брајан је тврдио да је дошло до противљења Салеху од његових најближих саветника за неколико месеци. Брајан је написао, „Као и други Салехови посматрачи, КСКСКСКСКС карактеришу мноштво претњи са којима се суочава Салех као квалитативно другачији и претња стабилности режима него током било ког другог пута у историји Јемена. Салех је преплављен и исцрпљен ратом и све више и више нетолерантним унутрашњим критикама. Саудијско учешће долази баш у право време“, рекао је Салех у оквиру најближих саветника.